# Андре Страпп
Андре Страпп (фр. André Strappe, 23 лютого 1928, Бюллі-ле-Мін — 9 лютого 2006, Гавр) — французький футболіст, що грав на позиції півзахисника, зокрема, за клуб «Лілль», а також національну збірну Франції. По завершенні ігрової кар'єри — тренер.
Чемпіон Франції. Триразовий володар Кубка Франції. Володар Суперкубка Франції.

## Клубна кар'єра
Народився 23 лютого 1928 року в місті Бюллі-ле-Мін. Вихованець футбольної школи клубу «Бюллі».
У дорослому футболі дебютував 1948 року виступами за команду «Лілль», в якій провів десять сезонів, взявши участь у 275 матчах чемпіонату. Більшість часу, проведеного у складі «Лілля», був основним гравцем команди. У складі «Лілля» був одним з головних бомбардирів команди, маючи середню результативність на рівні 0,37 голу за гру першості.
Згодом з 1958 по 1963 рік грав у складі команд «Гавр» та «Нант». Протягом цих років виборов титул володаря Кубка Франції, ставав володарем Суперкубка Франції.
Завершив професійну ігрову кар'єру у клубі «Бастія», за команду якого виступав протягом 1963—1964 років.

## Виступи за збірну
1949 року дебютував в офіційних матчах у складі національної збірної Франції. Протягом кар'єри у національній команді провів у її формі 23 матчі, забивши 4 голи.
У складі збірної був учасником футбольного турніру на Олімпійських іграх 1948 року у Лондоні, чемпіонату світу 1954 року у Швейцарії, де зіграв з Югославією (0-1) і Мексикою (3-2).

## Кар'єра тренера
Розпочав тренерську кар'єру відразу ж по завершенні кар'єри гравця, 1964 року, очоливши тренерський штаб клубу «Бастія».
Протягом тренерської кар'єри також очолював команди «Таво-Дампарі» та «Шатору».
Останнім місцем тренерської роботи був клуб «Шатору», головним тренером команди якого Андре Страпп був з 1970 по 1971 рік.
Помер 9 лютого 2006 року на 78-му році життя у місті Гавр.

## Титули і досягнення
- Чемпіон Франції (1):

«Лілль»: 1953–1954
- Володар Кубка Франції (3):

«Лілль»: 1953–1954, 1954–1955
«Гавр»: 1958–1959
- Володар Суперкубка Франції (1):

«Гавр»: 1959
- Найкращий бомбардир Латинського кубка (1):

«Лілль»: 1951 (5 голи)